# Marek Rudnicki (grafik)
Marek Rudnicki (ur. 25 stycznia 1927, zm. 14 września 2004 w Paryżu) – polski grafik, ilustrator książek, karykaturzysta.

## Życiorys
Jego ojciec był lekarzem, matka pochodziła z Francji. W dzieciństwie mieszkał w Łodzi. Tam chodził do świeckiego Liceum Hebrajskiego doktora Braudego. W listopadzie 1940 roku trafił do getta warszawskiego, gdzie w 1942 roku stracił rodziców i brata. Wydostał się z getta dzięki pomocy Armii Krajowej. Po uwolnieniu uczestniczył w ruchu oporu, po wybuchu powstania warszawskiego walczył także w Zgrupowaniu Pułku Baszta. Działał także w Radzie Pomocy Żydom. 
W czasie okupacji studiował architekturę na tajnych kompletach Politechniki Warszawskiej. Po wojnie kontynuował studia w Krakowie i Warszawie. Od 1948 współpracował jako rysownik z Odrodzeniem oraz jako ilustrator książek ze Spółdzielnią Wydawniczą „Czytelnik”. Od 1949 do 1957 roku był dyrektorem artystycznym Państwowego Instytutu Wydawniczego. W 1957 roku wyjechał z kraju i dzięki pomocy Jeana Picarta Le Doux  pracował jako grafik dla Heleny Rubinstein w latach 1958−1959. W 1959 roku na prośbę Huberta Beuve-Méry'ego został portrecistą członków Akademii Francuskiej, które to portrety publikował w Le Monde. Ilustrował dzieła Puszkina, Turgieniewa, Tołstoja, Camusa, Maurois, Gilberta Cesbrona i innych, a dla Cabinet Cosmopolite wydawnictwa Stock książki braci Singer: Israela Joszuy Singera oraz Isaaca Bashevisa Singera. W 1980 roku razem z Eugènem Ionesco został fundatorem Comité des Intellectuels pour l'Europe des Libertés (CIEL) - organizacji antykomunistycznej rozwiązanej w 1986 roku.
O Marku Rudnickim powstał w 1993 roku film dokumentalny w reżyserii Ewy Lachnit pt. Ja to widziałem....